# 그린스타트업타운

충남 천안에 위치한 그린스타트업타운은 중소벤처기업부, 충청남도, 천안시, 충남정보문화산업진흥원이 운영하는 스타트업 보육기관이다. 충남을 거점으로 전국 스타트업 기업 육성을 담당하고 있다.

## 입주기업
- 가우스랩
- 대전일보 충남천안아산지사
- 한국기술마켓
- 루앤팍
- 모빌에이트
- 빅펀
- 에이엔폼
- 스타트업커뮤니티 창업시작
- 런프리
- 애드에이블